# Молдовська ДРЕС
Молдавська державна районна електростанція — велика теплова електростанція, розташована в місті Дністровськ під контролем самопроголошеної ПМР. Запущена в експлуатацію 26 вересня 1964. До розпаду СРСР регіон виробляв значну кількість електроенергії, експортуючи її до Румунії, Болгарії та інших країн. Загальна потужність станції становить 2520 МВт. Станція має можливість виробляти електроенергію з використанням природного газу, вугілля й мазуту.

## Історія
У 2005 році ЗАТ «Молдавська ДРЕС» було приватизовано і потім увійшло до складу російської групи Інтер РАО ЄЕС. Треба відзначити, що Молдавський уряд «не гарантує право власності на об'єкти, розташовані в населених пунктах лівобережжя Дністра і в місті Бендери, приватизовані без погодження в установленому порядку з Урядом».
З 2009 року ЗАТ «Молдавська ДРЕС» є основним постачальником електроенергії до Молдови, забезпечуючи порядку половини її потреб.
Незважаючи на різке падіння вироблення електроенергії з радянських часів і проблеми з поставками в Придністров'ї енергоносіїв для ДРЕС, поточний власник відновив експорт електроенергії до Румунії і планував нарощувати обсяги виробництва.
У початку 2013 року відбулося подорожчання природного газу і електростанція змушена була перейти на дешевший енергоносій — кам'яне вугілля. Жителі південних районів Придністров'я висловили занепокоєння через появу у повітрі токсичних відходів від спалювання палива. Аграрії і власники присадибних ділянок висловили побоювання, що буде завдано непоправної шкоди сільськогосподарським деревам і рослинам, від чого може знизитися родючість ґрунту і врожайність.
У березні 2013 року Молдавська ДРЕС призупинила експорт електроенергії до Румунії. Припинення поставок електроенергії до Румунії не позначилося серйозно на МДРЕС, так як експорт становив порядку 400 млн кВт/год на рік, що становить менше 10 % обсягів продажів електростанції.
Молдавська ДРЕС на сьогоднішній день є найбільшим придністровським експортером, зокрема, на територію Молдови. На станції працює 2800 чоловік, при загальній чисельності населення міста Дністровськ близько 12-ти тисяч. Середня заробітна плата співробітників становить близько 420—470 доларів.
У 2018—2019 роках електростанція забезпечувала 70 % та 85 % електричних енергопотреб Молдови відповідно. У програмі проєвропейсько налаштованого президента Маї Санду, були анонсовані домовленості з Україною, щодо закупки більшості обсягів електроенергії з території України, минуючи Молдавську ДРЕС на окупованій Росією частині Придністров'я.